# Patrick van der Meer
Patrick van der Meer (Wateringen, 23 maart 1971) is een Nederlands dressuurruiter die Nederland met zijn paard Uzzo vertegenwoordigde op de Olympische Spelen van 2012 in Londen.
Hij is getrouwd en heeft drie dochters.